# Visconde de Bettencourt
Visconde de Bettencourt é um título nobiliárquico criado por D. Luís I de Portugal, por Decreto de 13 de Novembro de 1873 e Carta de 11 de Julho de 1874, em favor de João de Bettencourt de Vasconcelos Correia e Ávila.
Titulares
1. João de Bettencourt de Vasconcelos Correia e Ávila, 1.º Visconde de Bettencourt.